# بيتالودس

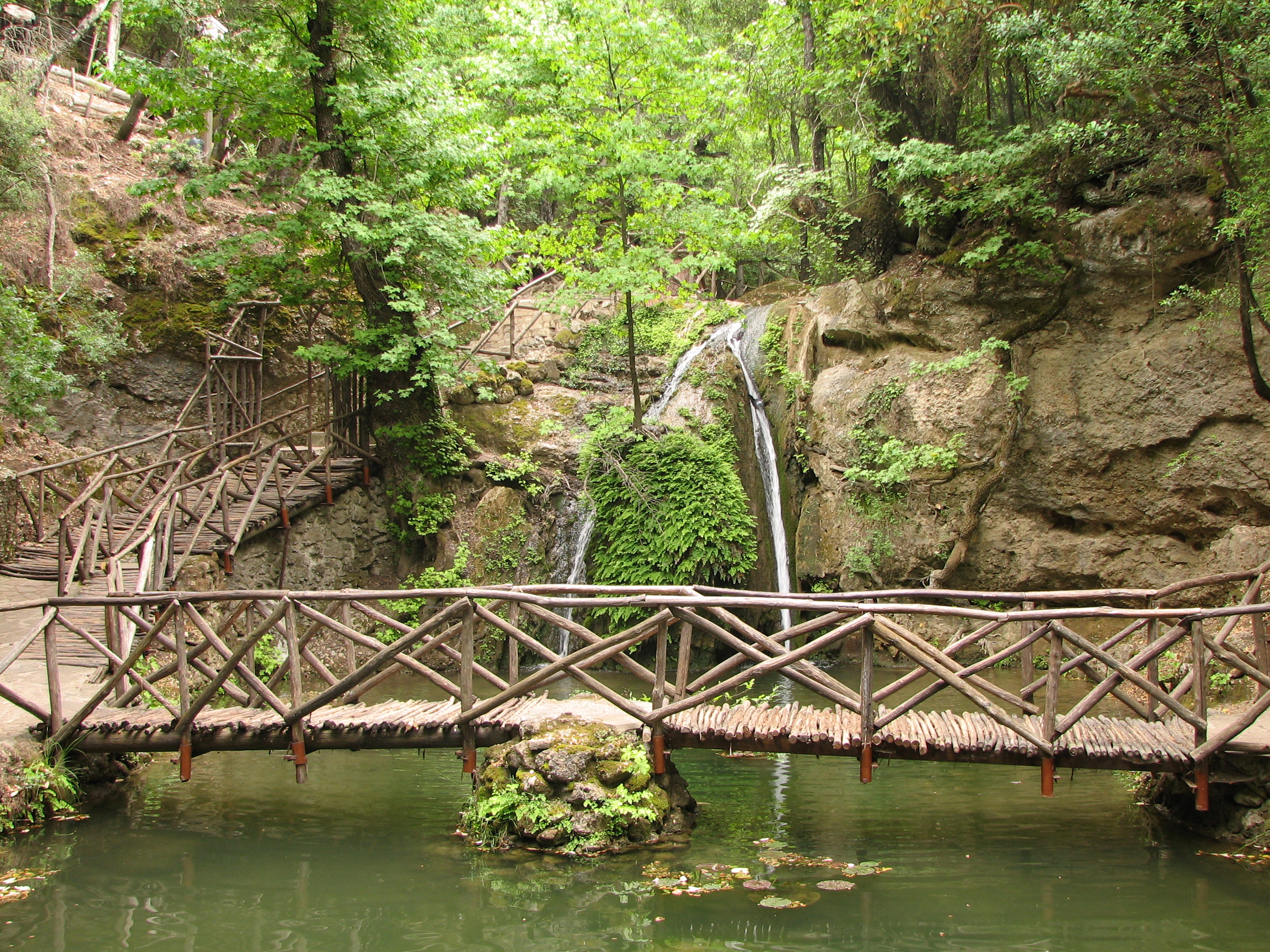
وادي الفراشات ، رودس ، اليونان

بيتالودس (باليونانية: Petaloudes)‏ تعني «وادي الفراشات»، هي بلدية في اليونان على مشارف جنوب بحر إيجة وعلى اطراف رودس. في عام 2001 كان عدد سكانها 12133 نسمة.